# پریش سنت جان کپیستر
پریش سنت جان کپیستر (به لاتین: Saint John Capisterre Parish) یک قصبه در کشور سنت کیتس و نویس است. پریش سنت جان کپیستر ۳٬۱۸۱ نفر جمعیت دارد.